# USエアー427便墜落事故
USエアー427便墜落事故（USエアー427びんついらくじこ）は、1994年9月8日にアメリカ合衆国で発生した航空機墜落事故である。
シカゴのオヘア国際空港からピッツバーグ国際空港を経由してフロリダ州ウエストパームビーチに向かう定期便だったUSエアー427便がピッツバーグ国際空港の手前で墜落し、乗員乗客132人全員が死亡した。

## 当日の427便

### 機体
機材はボーイング737-3B7で登録番号N513AUであり、以前はN382AUとして登録されていた。機体は1987年に納入され、CFM56-3B2エンジン2基を搭載し、飛行時間は約16,800時間だった。

### クルー
機長、副操縦士のどちらも非常に経験豊かで、約12,000時間と約9,000時間の飛行経験があった。副操縦士は元はピードモント航空の社員で、同社が1989年にUSエアーと合併したことに伴い移籍していた。2人の客室乗務員は1989年にピードモント航空に入社した。残る一人の客室乗務員は1988年10月にUSエアーに入社した。

## 墜落までの経緯
427便はピッツバーグへの進入中にデルタ航空1083便（機材はボーイング727-200）の後方についた。しかしデータによると427便はデルタ航空1083便から4.1マイル (6.6 km)以内に接近したことはなかった:2。
7時2分に同機は1083便の後方乱気流に入り込んだ。3回の揺れとクリック音に続いて更に1回大きな揺れが生じ、その後機体が突然左に傾き始めた:4。427便は失速に陥った。機長と副操縦士は事態を理解できずに混乱し、管制が427便が無許可で降下し始めたのに気付いたとき、機長は無線の送信キーを入れて緊急事態を宣言した:6。以後送信キーはそのままだったので、ピッツバーグの管制塔は操縦室の悲鳴を全て聞くことになった。機体はロールし続けて機首からまっ逆さまに落ちていき、これによって生じた急激なGに逆らって機長は3回「引け」と叫んだ後に悲鳴を上げ、副操縦士が「God no」と言った数秒後に地表に激突し爆発した。このとき同機は機首下げ80度で左に60度傾いており、後に発見された速度計の表示は264ノット (489 km/h)、時刻は午後7時03分25秒で後方乱気流に入ってから28秒後だった。

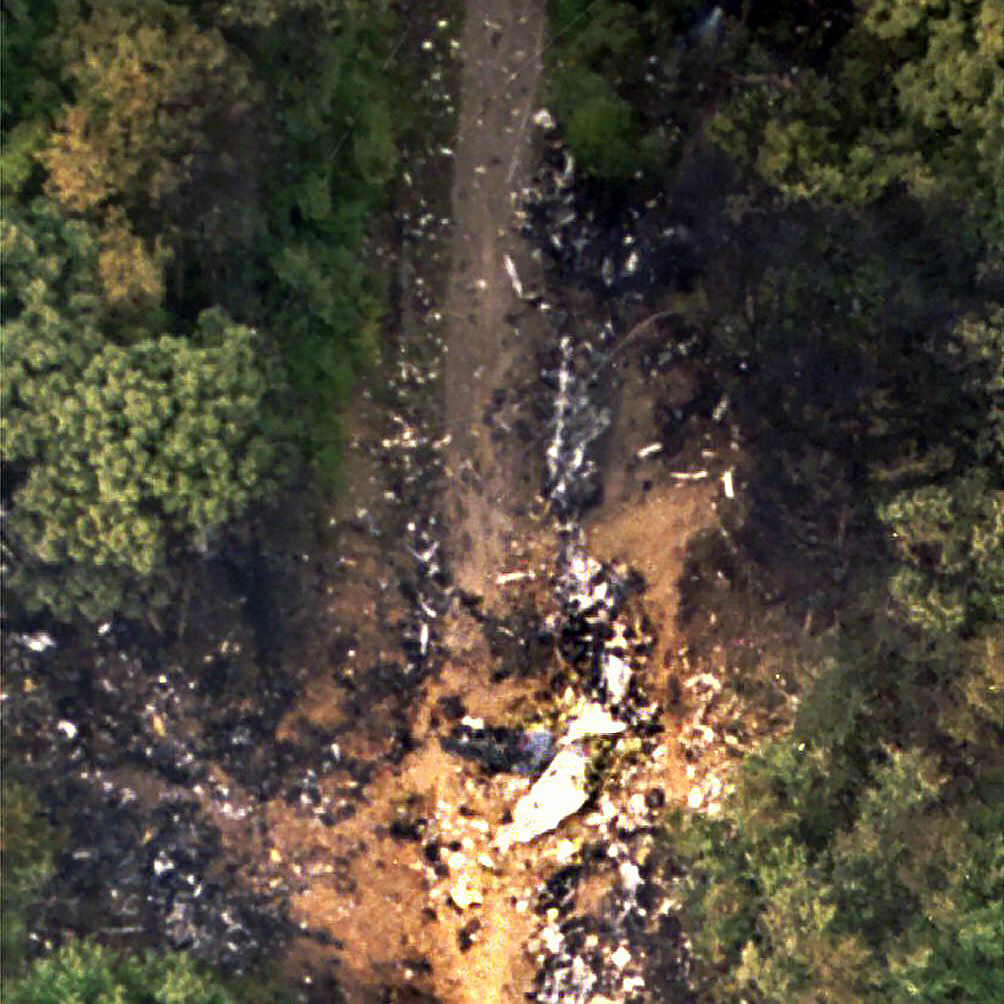
墜落現場

乗客127人と乗員5人は全員死亡した。墜落地点はプライベート・グラベル・ドライブウェイとペティタ・レーンの丘陵地帯であり、その後追悼碑が置かれている。

## 事故原因
アメリカ国家運輸安全委員会(NTSB)が事故調査を主導し、その配下でFAAやボーイング社、USエアー、USエアーのパイロット組合など関係各所が動員されて調査に当たった。NTSBの歴史上で初めて、現場の捜査官は対生物災害用の全身防護服を着用した。衝突の衝撃が大きく、遺体が断片化して飛散したため現場はバイオハザード宣言され、6,000に及ぶ遺体の断片を回収するのに2,000個の保冷袋を必要とした:iv–v。
USエアーは427便の乗客名簿を調べたが、うち5～6人については事実確認に手間取った。アメリカ合衆国エネルギー省の職員数名は後続便の航空券を使って427便に乗っていた。幼い子供1名は航空券なしで便乗していた。
犠牲者の中には神経行動学者として有名なウォルター・ハイリゲンベルグがいた。 
CVRとFDRは両方とも回収されて調査された。FDRが旧式だったため事故機の操舵面（方向舵、補助翼、昇降舵など）の記録はなかったが、2つの重要な情報が記録されていた。1つは機体の針路であり、もう1つはピッチ角を制御する操縦桿の位置である。アプローチ中に427便はデルタ航空1083便の後方乱気流に遭遇したが、FAAは「後方乱気流に遭遇しただけでは記録されたような 19:03:00以降の継続的な変針は起こらない」と判断した:245。
427便が急降下に入る直前に針路が突然変わったことから、調査官はすぐに方向舵に注目した。データに方向蛇ペダルの情報がないので、調査官は方向舵が故障で誤動作したのかそれともパイロットが誤操作したのかを特定する必要が生じ、このためCVRの解析が異例なほど重要となった。パイロットの発言や息遣いを分析すれば、方向舵の故障に対処しようと格闘していたのか、それとも乱気流で慌てて誤ったペダルを踏んだのかが判るかも知れないからである。ボーイング社は後者らしいと捉えたが、USエアーとパイロット組合は前者らしいと捉えた。
FDRから操縦桿のデータを調べたところ、パイロットは急降下の間中、CVR上でも明らかにスティックシェイカーが作動している中で操縦桿を引き続けるミスを犯していたことが判った。それで飛行機の仰角が上がったせいで補助翼の利きが落ち、方向舵によって引き起こされたロールの回復が邪魔されて失速に至ったのである。機体が横滑りを始めたため、操縦桿を引いてもバンク角が悪化する一方だった。
ボーイング737型機の飛行特性として、方向舵を一杯に切って生じるロールを補助翼で打ち消すことの出来る下限速度があり、これを下回ると補助翼は方向舵に勝てなくなる。この速度を交差速度(crossover speed)と言い、水平飛行時は190ノット (350 km/h)だった。
ボーイング社のテストパイロットはシミュレータと737-300の試験機の両方でFDRのデータと一致する飛行状況を再現すると共に、水平飛行中に190ノット (350 km/h)で方向舵を一杯に切った状態から回復する方法を発見した。そのためにはロールの逆向きに操縦桿を回しつつ、操縦桿を引かずにおくことで補助翼の利きを取り戻すことが肝要だった:153。NTSBによれば、事故機のパイロットが直面した状況からの正しい回復方法を訓練していた航空会社はそれまで存在せず、しかもロールが始まってから回復不能になるまでの時間的猶予は10秒間しかなかった:153。
また、FDRの調査からは、同機の失速後、80度の降下角で大きく横滑りしつつ約490km/hで急降下する間中、クルーと乗客は最大4Gにおよぶ加速度に曝されていたことが判った。

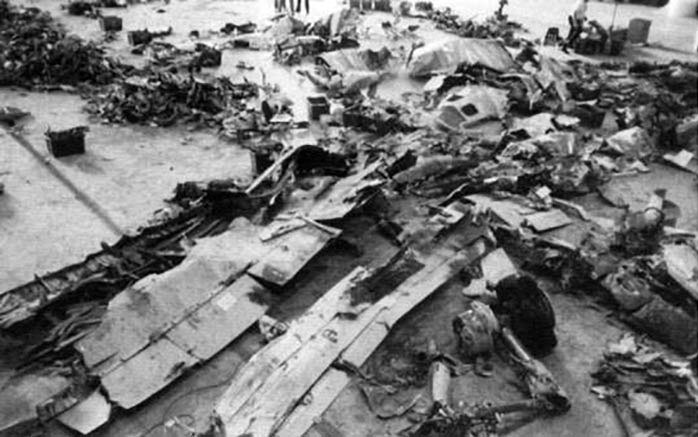
427便の残骸

調査官は後に、事故機の方向舵から回収された負荷制御装置(PCU)が、他の新しいPCUよりもテストにずっと敏感なことを発見した。装置が故障した詳しい仕組みはサーボ弁に関係している。これは高高度の飛行中では通常冷たいまま休眠しているが、機内で使われ続けた熱い作動油を注入されると固着する場合があった。その特定の条件が満たされる確率は実験室では1%未満だったが、427便の墜落を招いた方向舵の故障を説明できた。この固着は起きた後に痕跡を残さず、またボーイングの技術者はこの固着が起きると条件次第では方向舵がパイロットの操作と逆方向に動いてしまう場合がある（ラダーリバーサル）ことを発見した。以上に照らして、ボーイング社はこれらの試験結果は状況設定が極端なことから非現実的だと感じた。
ボーイング社は方向舵が逆に動いたのは恐らく人為的なもので、パニックを起こした人間が自動車事故でアクセルとブレーキを踏み間違えるのと同様のことだったのではないかと述べた。
FAAの公式見解は、方向舵の不具合の原因を特定するには証拠不足というものだった。
しかし1996年6月9日に発生したイーストウインド航空517便急傾斜事故により、ラダーリバーサルの発生が実際に確認された。
1999年3月24日、NTSB史上最長の4年半以上におよぶ事故調査の末に、NTSBは最終報告を公表した。
NTSBは事故が機械的な故障によるものと結論した。
NTSBは、それまで原因不明とされていた1991年3月3日のユナイテッド航空585便墜落事故もラダーリバーサルが原因だったと結論した。3件ともボーイング737型機で起きた事故である:292–295。

### その後
427便の事故はボーイング737（全型式）の事故としては犠牲者数の多さで発生当時史上2位だった。2012年現在では同機種史上6位である。機種を問わない米国史上では発生当時7位であり、米国で起きた737の事故として発生当時史上1位だった。2012年現在では米国史上11位である。
本事故は1989～1994年の間にUSエアーで起きた5回目の墜落事故だった。
ペンシルバニア州は事故現場の回収と清掃に50万ドルを費やした:45。
USエアーはNTSBに対し操縦士に交差速度と方向舵を一杯に切った状態からの回復に関して訓練を施すべきだと提言した。この結果、各社の操縦士は速度190ノット (350 km/h)以下で補助翼の利きが不十分な状態における操縦法について注意と訓練を受けた。なお、この速度はそれまで737型機における通常の着陸進入速度だった。ボーイング社は事故の原因は副操縦士が混乱して方向舵ペダルを踏み違え、逆向き一杯に切ったままそれを何らかの理由で墜落まで正さなかったことだとする見解を変えなかった:96-100。カッツマン・ランパート・マククルーン法律事務所は航空事案を専門に扱う法律事務所で、USエアー427便とユナイテッド航空585便の遺族側弁護を共に担当したが、同事務所によるとボーイング社は737型機の方向舵が飛行中意図しない動作を起こす場合がある点について公判上で争うことを最終的に断念した。何れにせよ、ボーイング社は方向舵制御装置を再設計して冗長な予備系を付加することに同意し、世界中の737型機全てに対してこの改修を無償提供した。NTSBは、重大勧告の一つとして、航空会社にFDRを改修して操縦士の方向舵操作状況を含む各種のデータ採取機能を追加するよう要請し、実施期限を2001年8月1日とした:297。USエアーの元パイロットで427便事故の原因調査に参加したジョン・コックスは、ボーイング社の設計変更以来、方向舵の逆動事故が起きていないことがNTSBが正しかったことの証明だと2016年に述べている。
USエアーは便番号として427便を廃止した。当時USエアーは僅か2ヶ月前の1994年7月にもシャーロット＝ダグラス空港でUSエアー1016便墜落事故を起こしており、これらの事故で一時経営状況が悪化した。

## この事故を扱った作品
- メーデー!:航空機事故の真実と真相 第4シーズン第5話「HIDDEN DANGER」

## 関連項目

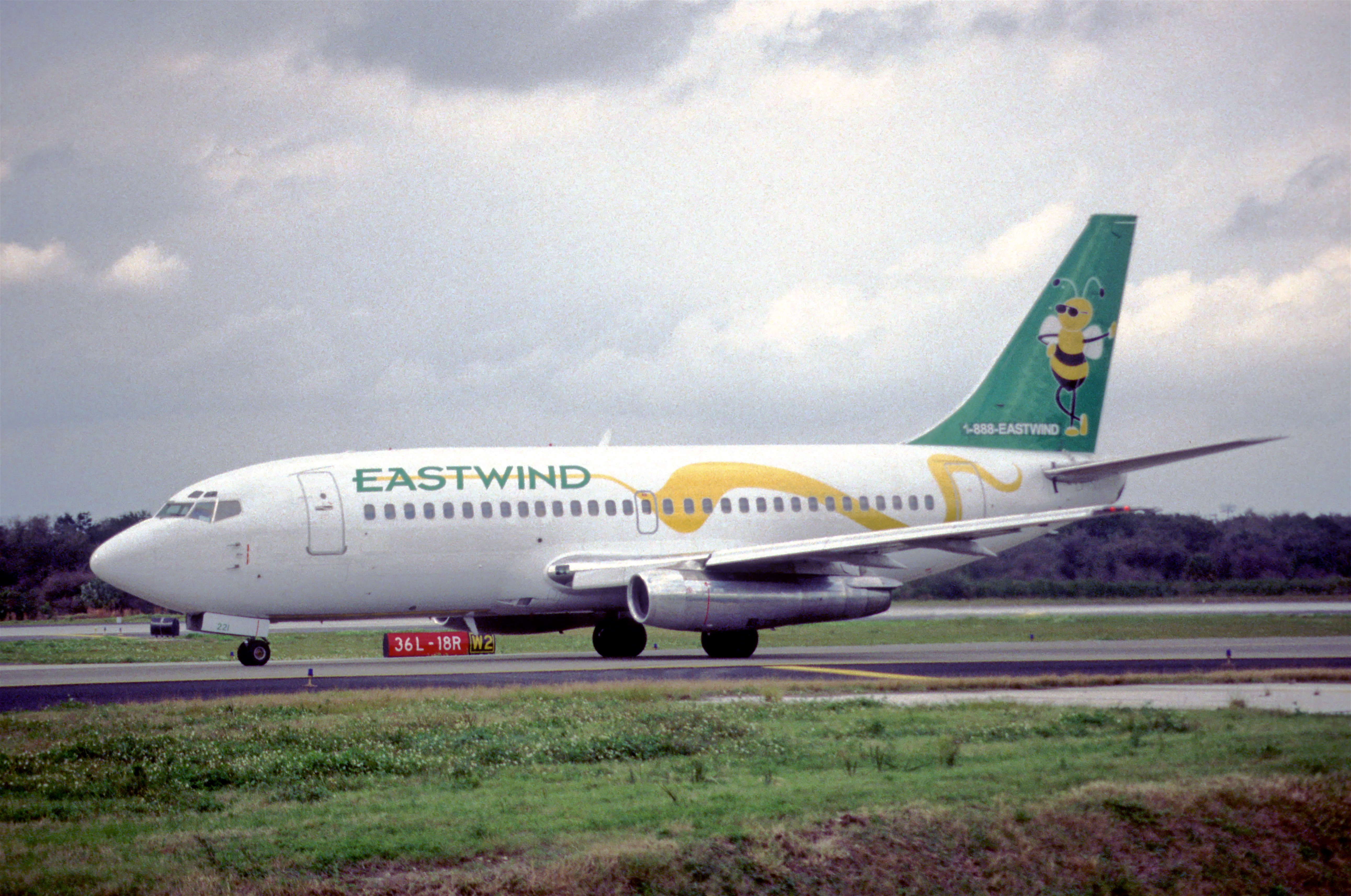
一連の方向舵問題から生還したSGR517便の機材

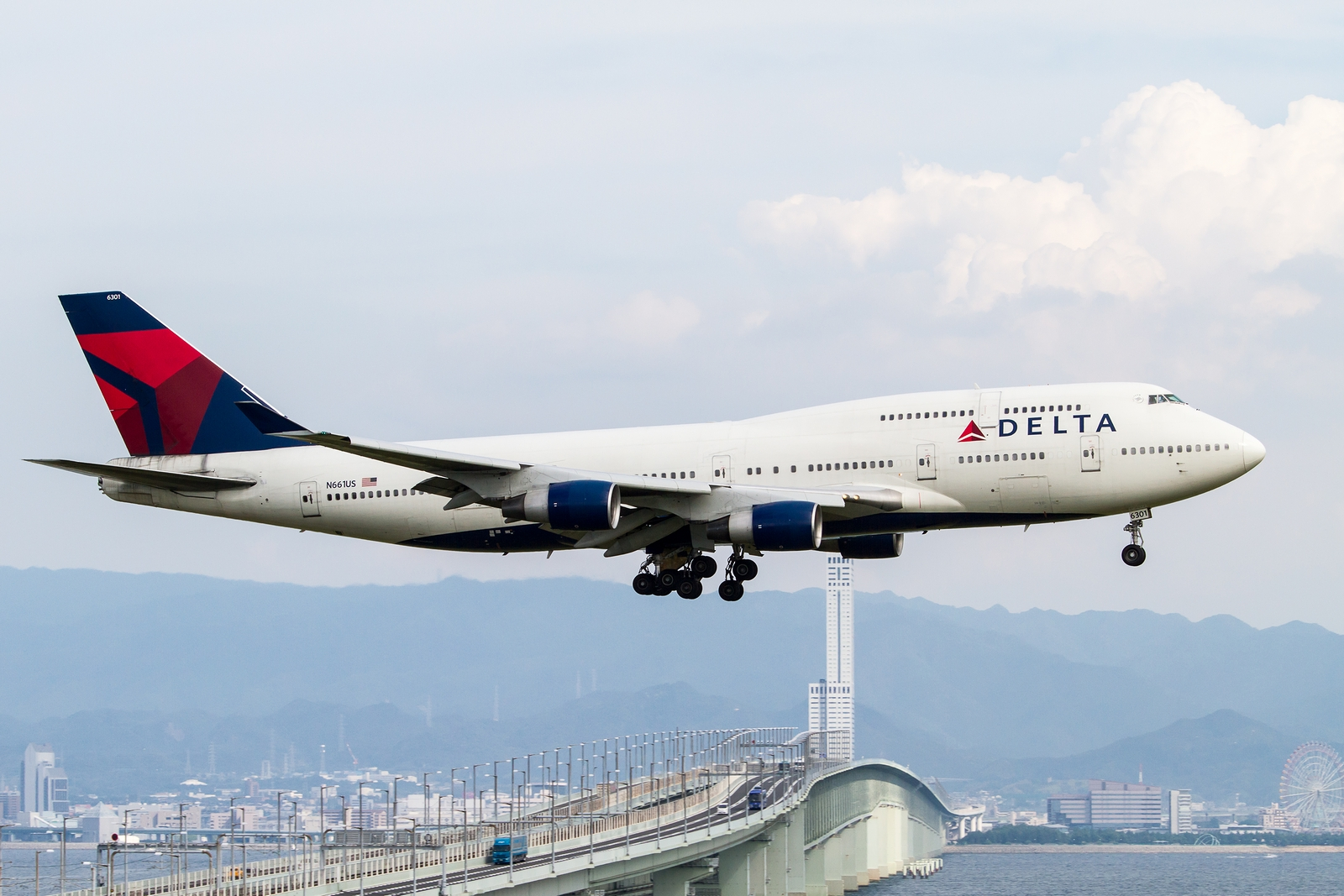
ノースウエスト航空時代に下部方向蛇の不具合を起こしたデルタ航空747-400初号機